# Scooby-Doo! y el pantano tenebroso
Scooby-Doo! y el Pantano Tenebroso (título original Scooby-Doo! and the spooky swamp) es un juego de Torus Games y Warner Bros. Games que fue lanzado el 22 de octubre de 2010 para las consolas PlayStation 2, Nintendo DS y Wii y para dispositivos como Android, PC y Microsoft Windows. Este juego es una secuela del juego Scooby-Doo! First Frights que salió el 22 de septiembre de 2009 en Estados Unidos para las mismas consolas que su sucesor, y posteriormente para el resto del mundo.

## Sinopsis
El juego comienza en el cuartel de misterios sa, donde Scooby Doo y Shaggy están haciendo una gran emparedado que se les cae cuando Velma, sin querer, se tropieza, causando que Shaggy y Scooby se fueran enfados afuera. Pronto comienzan a seguir un olor a comida el cual deciden seguir y se encuentran con una bruja vudú llamada Lila que les tiene una misión para ellos 2. Los jugadores y sus amigos podrán explorar el pantano y otros lugares encantados como un pueblo nevado o una ciudad fantasma para descubrir todas las pistas que les lleven a resolver el misterio del pantano.

## Jugabilidad
Es principalmente un juego en tercera persona con elementos de acción. El jugador controla a los cinco miembros de Mystery Inc. El objetivo principal del juego es resolver misterios y encontrar ingredientes para el estofado de Lila. Cada personaje de la pandilla tiene diferentes habilidades y funciones. Los juegos tienen elementos de rompecabezas ligeros que permiten al jugador alcanzar plataformas y objetos más altos. El sistema de combate del juego permite al personaje correr, saltar y realizar ataques para defenderse de los enemigos que se encuentran. Toda la trama del juego y las historias son originales. La barra de salud de los personajes baja cuando un villano o enemigo los golpea, y solo se puede restaurar con el tiempo o al derrotar a los enemigos. El juego contiene muchos coleccionables que se distribuyen en ubicaciones secretas específicas en las tres ubicaciones diferentes. Los coleccionables son: ingredientes para un hoagie; las letras de la palabra 'Scooby'; Medallón de collar de Scooby-Doo; fotografías de fantasmas azules; y disfraces. Se puede acceder a coleccionables, opciones, códigos de trucos, recompensas y más en la Casa Club de Swamp. Al derrotar a los enemigos, se recogen pequeñas máscaras; al alcanzar un número específico de máscaras, La información sobre el enemigo equivalente se muestra en el Clubhouse. El jugador puede obtener trofeos por realizar ciertas tareas. El jugador también puede jugar con un amigo en cooperación multijugador.
Además del pantano, también se puede acceder a El Muncho y Howling Peaks. El Muncho es un pueblo fantasma del suroeste y está gobernado por el sheriff no identificado. También vive Costington, uno de los personajes que aparecieron en First Frights , los gemelos Emilio y Esteban, y el espía secreto Romero. El Muncho estaba asustado por El Scaryachi, que quería mantener a Costington alejado de la ciudad. En Howling Peaks, un pueblo alpino nevado, vive la prima de Daphne, Anna Blake (otra que apareció en First Frights ), el snowboarder Moose, Dustin Planks (apodado "Cranky"), el rastreador Barry "Baz" Buckley y Sergio (no lo han visto, solo lo han escuchado). El lugar estaba asustado por Yeti, que quería alejar a los turistas. En el pantano, vive Lila, una chica inteligente a la que le encanta cocinar. A lo largo del juego, el jugador ocasionalmente se encontrará con una rana parlante llamada Philippe Extraordinare.
Al igual que First Frights, la interfaz del juego y su juego recuerdan mucho a la serie de juegos TT Games Lego.

## Sitios

### El pantano.
En este lugar se encuentra el cuartel de Misterios S.A. donde viven Shaggy, Scooby doo, Fred, Velma y daphne. También aquí se encuentra Lila, una bruja vudú misteriosa y también se ve una rana que habla que se llama Philippe.

### El muncho.
Este pequeño pueblo tenía una población de 1969 personas, pero una cosa aterró a los habitantes del pueblo y la mayoría de estos habitantes se fueron de allí. El muncho es un casi fantasma ambientado en México, aquí se encuentra la mansión de Constigton, la torre del reloj, el banco, una cantina, la cárcel, la casa de los gemelos Esteban y Emilio, el nuevo y el viejo cementerio, la ex-choza de Lila, la casa del enterrador y algunas casas que no se puede acceder. Solo se quedaron 5 personas en el pueblo: Emilio, Esteban, El sheriff, Romero y Constington. Con estos 5 sospechosos tendrás que investigar quien de ellos aterrorizó el pueblo del Mucho y porqué lo hizo.

### Pico Aullador.
Es una ciudad que se encuentra en una montaña, es un lugar muy frío que no para de nevar. Los principales lugares de pico aullador son, las cuevas de hielo, el hotel el chalet, el campamento maderero, la tienda de Mosse, la ex-choza de Lila, el teleférico, la casa de Mosse, el pico de Pico Aullador, entre otros lugar y algunas casas y tiendas inaccesibles. Hay a 8 personas que se conocen viviendo aquí: Anna (La prima de Daphne), Moose, Sergio, Planks, Buclei y 3 personajes más que son los amigos de Mosse que no se les conoce  el nombre ni la cara.

## Personajes y enemigos

### Misterios S.A.
Scooby Doo: Es un perro que le gusta mucho comer, es el mejor amigo de Shaggy, su habilidad en el juego es pasar por huecos chicos que ningún otro de Misterios S.A. podría pasar. Su ataque es cuerpo a cuerpo con un hilo de chorizos. Habitualmente no lleva vestimenta, salvo en el nivel de El Muncho cuando quedan encerrados en la cárcel y durante todo el nivel de Pico aullador debido al clima frío que hay allí.
Shaggy Roggers: Es el mejor amigo de Scooby Doo, como a este también le encanta comer, especialmente las scooby-galletas. Su habilidad en el juego es colgarse en diferentes lugares con su onda para balancearse, y llegar a lugares cerrados, su ataque es distancia disparando piedras con su honda. Su vestimenta es la típica de la serie y películas, salvo por lo mismo que Scooby.
Velma Dinkley: Es la más inteligente e ingeniosa del grupo de Misterios S.S. Su habilidad en el juego es desbloquear/abrir y hacer andar cualquier puerta o máquina que allá que esté bloqueando el paso. Su ataque es a distancia al igual que el de Shaggy, lanza libros a los enemigos. Su vestimenta habitual es la típica de la serie.
Daphne Blake: Es la gimnasta del grupo, su habilidad en el juego es trepar a postes y caños para poder treparlos y llegar a lugares muy altos o distantes. Su ataque es cuerpo a cuerpo, pegando le con movimientos de karate a los enemigos. Su vestimenta es la clásica de la serie.
Fred Jones: Es el más fuerte de Misterios S.A. Su habilidad en el juego es poder arrastras cosas muy pesadas y así poder encontrar algo o entrar a lugares bloqueados. Su ataque es como el de Scooby y Daphne, cuerpo a cuerpo, le pega puñetazos a los enemigos. Su vestimenta es la clásica de la serie.

### Sospechosos
Lila: Es el primer personaje que aparece en el juego sin contar a los chicos de Misterios S.A. Es una bruja vudú que intenta preparar un estofado y para eso necesita ingredientes que los consigue mediante la ayuda Shaggy y Scooby que la ayudan en secreto. En todo el juego va cambiando de lugar en el que se encuentra, también se ve que tiene bases en Pico Aullador como en el Muncho. Tiene un secreto muy grande que no les dice a estos dos, y ella dice que no puede salir del pantano porque hay algo que se lo impide por eso usa a los dos para que le traigan los ingredientes del estofado que prepara para ellos. Hasta el final del juego solo Shaggy y Scooby la conocen, después al final los demás de la pandilla la conocen.
Philippe: Es un sapo que habla que se ve por todo el juego, desde cerca de la casa de Lila hasta estar en cada base de Lila pero no solo del pantano sino que también se lo ve por muchas partes de El Muncho y Pico aullador, en estos dos lados iba oculto bajo un sombrero de mariachi y con un sombrero de frío respectivamente. Tiene un acento francés y siempre que alguien le habla en El Muncho o Pico aullador se sorprende de que lo hayan descubierto bajo el traje, siempre cuenta un chiste sigue devuelta su camino. Los chicos sospechan que Philippe fue mandado por Lila para espiarlos y ver que hacían.

#### Del muncho
El sheriff: Es el primer personaje que aparece en el nivel de El Muncho; él es el sheriff del pueblo del mismo nombre y según Esteban está loco, encierra a la gente sin razón alguna. Fue uno de los que se quedó en el pueblo después de los ataques del escariachi. 
Esteban González: Es el hermano gemelo de Emilio, se lo ve por primera vez en la cárcel con los chicos de misterios s.a, el es el que les cuenta la situación del pueblo y les dice que el Sheriff esta loco, junto a su hermano cuidan el cementerio que esta al lado de la cada de ellos. 
Constigton: Por el es que misterios s.a. va a El Muncho, a constigton se le conoce en la precuela de este juego siendo el mayordomo de keystone, pero aquí en El muncho vive en una mansión junto a su mayordomo Romero.
Romero Rodriguez: Es el mayordomo de Constigton, vive con el en su mansión, sabe tocar muy bien la armónica. Se lo ve por primera vez cuando Misterios s.a. entra a la mansión de Constigton cuando este les pide que entren a ayudar a Romero.
Emilio González: Es cuidador del cementerio junto con su hermano gemelo Esteban, vive al lado del cementerio con el. Se lo ve por primera vez cuando Misterios s.a. van a investigar el cementerio y el los ayuda a entrar a este si a cambio lo ayudan a rescatar a su hermano que está en la cárcel.

#### De Pico aullador
Ana Blake: Es la prima de Daphne, se la ve por primera vez en la precuela de este juego, en una obra escolar en la que ella es protagonista, en la que está teniendo problemas por un fantasma. Ahora en este juego ella vive en Pico aullador donde es trabajadora de El Chalet un hotel para los turistas que van a este lugar. Es la primera persona en verlos en Pico Aullador
Moose Whyte: Trabaja en una tienda de ropa cerca de El Chalet, es amigo de Ana, le gusta andar en snowboard con sus amigos y es el que les da ropa de abrigo a los chicos de Misterios s.a.
Sergio Dupont: Es el gerente de El Chalet, nunca se le ve porque esta encerrado en un sótano porque está muy enfermo, ayuda un par de veces a misterios s.a. hablando desde la puerta pero nunca mostrándose.
Dustin Planks: Todos le dicen Planks "El gruñon" porque lo es, los chicos de MIsterios s.a. lo salvan cuando se queda encerrado y el envés de agradecerles se queja de que demoraron mucho, también los acusa a ellos de haberles su equipo de tala.
Barry Buclei: Es un rastreador que quiere ser famoso, ayuda a Shaggy y Scooby a rescatar a los demás chicos de Misterios s.a. y a Ana cuando estaban encerrados en el Chalet. Más adelante el rescatado es el cuando los wendigos lo atrapan y atacan al techo de una cueva.
Amigos de Mosse: Al igual que Sergio nunca se les ve la cara, apenas el cuerpo en el final. Cuando la pandilla de Misterios s.a. van a la casa de Mosse, ellos están ahí y se portan muy mal con ellos, se supone que son mínimo 2 o más, en el final se ve apenas el cuerpo de 2 personas que serían estos.

### Jefes

#### El Escariachi
Este es el jefe es del pueblo del Muncho, aterrizó a todo el pueblo hasta que quedó casi desierto, quedaron solo 5 personas aquí haciéndolas a todas sospechosas. Cuando shaggy y scooby van a investigar el viejo cementerio, el los perseguí hasta que por poco gran escapar. Al Escariachi le gusta tocar la armónica y viste ropa de mariachi. Fue derrotado y descubierto quien era el que estaba debajo del traje cuando toda la pandilla de misterios s.a. van al nuevo cementerio y lo encuentran tocando la armónica esperándolos mientras sus secuaces lo protegen. En este lugar se enfrentan, El Escariachi usa habilidades, como usar una pistola de agua y usar unos explosivos que al final le sale el tiro por la culata y termina siéndoles de favor a Misterios s.a, al final fue derrotado y desenmascarado.

#### El Yeti
Este es el jefe de Pico Aullador, antes de que apareciera este monstruo, esta ciudad era una muy concurrida por turistas, pero el Yeti apareció y dejó sin turistas la ciudad, incluso se marcharon algunos locas de Pico Aullador. El Yeti es una bestia de color blanco y gigante, se lo ve cuando Misterios s.a. va a ayudar a Planks y lo ven que está yendo a algún lugar, la pandilla sigue pero le pierden el rastro. Después, Shaggy y Scooby suben al pico de la montaña en donde esta Pico Aullador para investigar y se lo encuentran y salen huyendo por poco. Después de eso no se lo ve hasta al final, cuando es descubierto quien es "El Yeti", ahí Misterios s.a. y este, se enfrentan El Yeti usa a los wendigos y sus habilidades como poder aparecer espinas de hielo y rugir para poder tirarlos de la montaña pero la pandilla termina ganando y desenmascarando a El Yeti.

#### Suji
Este es el jefe final y el del pantano, es un caimán gigante y es la mascota de Lila, le encanta el estofado de esta y es muy protectora de Lila intentando atacar a los chicos de Misterios s.a. pensando que ellos eran una amenaza para Lila. Estuvo asustando a Shaggy y Scooby cada vez que iban a ver a Lila, moviéndose por el agua y estos pensando que era algo maligno, pero también antes de que apareciese ante estos, Suji ayudó a que Shaggy y Scooby puedan ir con Lila a llevarle el último ingrediente para que el estofado se terminara. Es el único jefe del juego real, los demás eran controlados con otros y este es el único que es real. Al final resulta que Suji es muy amigable y buena, tiene una cola muy larga y llena de púas muy filosas, también tiene unos dientes muy filosos, su debilidad es el estofado de Lila. Al final del juego Lila y Suji se van juntos del pantano.

## Historia

### El pantano
Toda la pandilla de Misterios s.a. están a su casa en el pantano, Shaggy y Scooby estaban haciendo un emparedado cuando al llevarlo a la mesa, Velma sin querer se tropieza con estos y les tira el emparedado. Shaggy y Scooby enojados se salen de la casa a quejarse, pero un olor les llegó a sus narices, curiosos de saber de donde venía ese rico olor lo siguen, van pasando por todo el pantano y en un momento sienten un movimiento raro en el agua, estos se asustan un poco pero deciden seguir buscando el olor, hasta llegar a un lugar en el que se encontraba una chica que nunca habían visto, preparando algo en un caldero grande. Ella cuando los ve les dice que los estaba esperando y que si quieren comer el estofado que esta preparando le tienen que ayudar a matar a unas arañas en el dojo. Shaggy y Scooby van y lo hacen, vuelven con la chica y les dice que esto era una prueba y lo que de verdad necesita para el estofado es un ingrediente que no se encuentra en el pantano, y solo se encuentra en un pueblo llamado El Muncho, estos 2 le dicen que porque no va ella a buscarlo y esta les responde que no puede salir del pantano y que no hagan más preguntas, les da una cámara a Shaggy y Scoooby y les dice que se llama Lila, pero que no le digan a nadie más de Misterios s.a. que ellos la conocieron.
Shaggy y Scooby vuelven a la casa preguntándose como van a hacer para llevar a todos a El Muncho sin que sospechen, pero antes de que se les ocurriera algo llegan a la casa y escuchan tras la puerta que Velma esta hablando por teléfono con alguien y esta hablando de unas vacaciones. Al cortar Velma, Shaggy y Scooby entran y le cuenta a todos que llamó Constigton (un hombre que trabajaba de mayordomo para un Rey, en el juego antecesor de este y que lo tenían como sospechoso en un misterio, pero resultó ser inocente) y los invitó a ir al Muncho para visitarlo. Shaggy y Scooby celebran que la suerte que tuvieron y Velma les pregunta por qué tanta alegría, y estos le responden que es por las vacaciones pero a ella no le convence lo que dicen, pero no le toma importancia y todos se van a El Muncho en la máquina del misterio.

### El muncho
Al llegar al Muncho ven que este pueblo parece fantasma, no ven a nadie, pero antes de que pudieran ver más un hombre se pone delante de la camioneta en la que van y los detiene. Ese hombre era el sheriff del pueblo que los encierra en una celda sin ninguna razón. Estando en la cárcel, Misterios S.A. hablan con alguien que también estaba encerrado, este les dice que se llama Esteban y que él tampoco sabe por qué lo arrestaron, dice que el Sheriff está loco, también comenta que el pueblo esta tan vació porque están pasando cosas extrañas, apareció un monstruo llamado el escariachi que viste de mariachi y toca la armónica, y está asustando al pueblo. Después Shaggy y Scooby logran escapar usando sus habilidades, aprovechando que el Sheriff se durmió. Escapan y salen afuera; ahí Lila les habla por un intercomunicador y les dice que cerca del cementerio se encuentran los chilés, pero la puerta que lleva al cementerio está cerrada. Los dos intentan ayudar a escapar de la cárcel a Daphne, Fred y Velma, pero estos no tienen un lugar para escapar como tenían los dos, entonces Fred les dice que graben lo que está diciendo en sueños El Sheriff, ellos lo graban y escuchan que habla sobre algo de pólvora y al volver con Fred, a él se le ocurre que vayan a buscar explosivos y los tiren por el callejón en el que están. 
Shaggy y Scooby van a buscar los explosivos a la cantina, al ir se topan con varios enemigos pero, ellos logran agarrarlos, y poder volver al callejón donde tiran los explosivos y se rompe la pared de la cárcel, y los otros 3 logran escapar, entonces deciden ir a ver a Constigton para verlo como habían quedado, al ir ven unos carteles que muestran la cara de Constigton y están tachados. Cuando llegan ven que la casa de este es una mansión, tocan el timbre y este les pregunta que hacen en su casa, sorprendidos Misterios s.a. le dicen que el los invitó, Constigton no entiende de que hablan pero decide abrirles la puerta. Entran y ven a este afuera, les dice que necesita ayuda, su mayordomo está adentro de la mansión y tiene problemas con unos enemigos. Misterios s.a. entran y ayudan al Mayordomo este les agradece y se presenta como Romero, el les propone un trato si ellos le encuentran la armónica que Constigton le escondió, él les abre la puerta que lleva al cementerio para que investiguen ese lugar, ellos aceptan y se ponen a buscarla la encuentran y se la dan y Romero les dice que vayan yendo al cementerio que los esperara ahí. Misterios s.a. se marcha de la mansión teniendo como primer sospechoso a Romero porque el tiene una armónica y Esteban les dijo cuando estaban en la cárcel que El Escariachi siempre toca la armónica.
Llegan a la puerta y ven que Romero ya estaba allí, el les dice que no se atreve a ir más adentro, le da muchísimo miedo, la banda entra y ven que el cementerio esta cerrado siguen caminando y ven a Esteban, estos se acercan a saludarlo pero se dan cuenta de que no es Esteban, el les dice que se llama Emilio y que es el hermano gemelo de Esteban, también el les propone un trato, les dice que si le traen una válvula y lo ayudan a rescatar a su hermano de la cárcel les abrirá el cementerio. Misterios s.a. van a buscarla al lugar en el que está que es el viejo cementerio y se dan cuenta de que no pueden pasar, solo Shaggy y Scooby pueden por hacerlo. Estos entran la agarran y se la tiran por arriba del muro pero ya no pueden salir por donde entraron, entonces Emilio les tira una llave y que habrán una puerta que esta al fondo y de ahí buscar una salida.
Salen en una cueva donde encuentran ven un caldero como el de LIla, unos papeles sueltos por toda la cueva y al juntarlos todos ven que es un papel que muestra una receta y un ingrediente que es un chilé, Lila les vuelve a hablar y les dice que en esa cueva estuvo viviendo antes del pantano y que ese chilé que ven en el papel es el ingrediente que necesita que es un chilé picante del Muncho que se encuentra cerca del mausoleo, salen de la ex cueva de Lila e intentan buscar la salida y después de caminar un poco llegan a un lugar en el que ven los chilés, los van a agarrar pero les aparece el Escariachi, Shaggy y Scooby salen corriendo, el Escariachi los sigue muy cerca después de correr un poco el Escariachi se sube a una carroza y los empieza a seguir más rápido. Al final los dos logran escapar al caer en el techo de una casa y que este se rompa, el Escariachi no se tira a seguirlos pero sin querer se le cae algo que lleva en la ropa, una estrella de sheriff. Los dos salen de la casa y se encuentran con los demás de Misterios S.A.; resulta que están cerca de la cárcel. Deciden volver a ayudar a Emilio para que les ayude a abrir el nuevo cementerio, van y Fred gira la válvula para que Emilio se pueda tirar por el pozo que hizo para rescatar a su hermano y antes de tirarse les dice que no entren a la choza de él y Esteban. Misterios s.a. no le hacen caso y entran igual a investigar, ahí ven que ellos tienen fotos del Escariachi, pero no pueden ponerse a pensar mucho en eso, porque escuchan que Esteban está pidiendo ayuda, Emilio al ir a rescatarlo también lo encarceló el Sheriff. La pandilla vuelve a ir al callejón al costado de la cárcel, allí ven a los gemelos encerrados, estos les dicen que no los ayudan que vayan a investigar a Constigton, les cuentan que él apareció en el pueblo a robar el petróleo de ahí y por eso vive en esa mansión. Pero mientras hablan escuchan que una campana está sonando entonces deciden que antes de ver a Constigton van a investigar porque está sonando la campana.
Se dirigen hacia allí y ven a Romero, se esconden para ver a donde se dirige y ven que se mete en una casa, se acercan un poco más para ver de más cerca cuando salga y esperan. Después de un rato este sale y entra en otro lugar, se acercan a ese lugar, se esconden y ven que sale alguien pero esta vez no es Romero sino el Sheriff, se quedan viendo que hacen pero este se da cuenta de que lo están vigilando, así que los arresta por segunda vez. Estando en la cárcel, al rato se va el Sheriff, Misterios S.A. logra escapar de vuelta esta vez gracias a Fred que con su fuerza mueva una caja que estaba en una parte que faltaba de reja, después Velma logra abrir la celda de los gemelos y ellos le agradecen y les dicen que vayan a hablar con Constigton y ellos los esperaran en la puerta del nuevo cementerio para que investiguen. Los chicos van de vuelta a la casa de Constigton y le hablan sobre el petróleo, él les dice que es una víctima que todos ponen carteles en su contra, y les dice que investiguen en su mansión a Romero que no está. Ellos van y descubren un mapa de Romero que señala el nuevo cementerio, y deciden ir ahí a ver qué está tramando.
Van hasta allí donde los están esperando los gemelos y les dicen que entren a investigar, la pandilla entra y encuentra un lugar oculto en el que hay un plan, el que sea el Escariachi esa era su base. Después de sacar fotos a las pruebas salen y van al fondo del cementerio donde entran y salen al mismo lugar donde Shggay y Scooby entraron en el viejo cementerio, siguen caminando por la cueva y al salir de ahí salen a donde el Escariachi persiguió a estos, y ahí mismo ven al Escariachi arriba de un escenario tocando la armónica, Misterios S.A. se defiende de los secuaces del Escariachi y lo intentan desenmascarar. Con unos explosivos del propio Escariachi lo empiezan a atacar y este se enoja y saca unas pistolas de agua y los ataca con estas, pero Misterios S.A. esquiva el agua y el Escariachi se enoja de no poder darles y da unos disparos arriba y al hacer esto se cae una parte del escenario y los chicos lo empiezan a atacar aprovechando que está inmóvil, el Escariachi se vuelve a levantar y a dispararles, entonces Velma, Daphne, Fred, Shaggy y Scooby vuelven a esquivar el agua para que el Escariachi haga lo mismo y termine cayéndole el escenario de vuelta lo hacen y funciona y se vuelve a caer pero se levanta devuelta entonces a la tercera vez que se le cae el escenario ahí si lo derrotaron y pueden ver quién es en verdad el Escariachi. 
Sacan la máscara del traje y ven al Sheriff y después ven que aparece Romero, ahí Velma se pone a decir el plan del Sheriff, dice que este quería tener el petróleo del pueblo entonces creó al Escariachi para asustar a Constigton y que este se fuera pero se le fue de las manos y terminó yéndose del pueblo casi toda la gente y sin poder lograr su cometido, que se fuera Constigton; entonces Romero revela que él es un agente secreto y se convierte en el mayordomo de Constigton para vigilarlo, entonces estando con él se dio cuenta de que él no era El Escariachi y por eso él estaba ahí con el Sheriff cuando ellos escucharon la campana, lo estaba investigando, también el Sheriff creó marionetas para que atacaran a los del pueblo y a Misterios S.A. Mientras todos hablan Shaggy y Scooby sin que nadie los vea agarran un chilé y le avisan a Lila que ya lo tienen, después se van del Muncho para volver al pantano.

### Devuelta el pantano
Cuando están llegando a la casa del pantano, Shaggy y Scooby están muy emocionados de volver para darle el chilé a Lila y poder comer el estofado, pero Velma se da cuenta del extraño comportamiento de estos 2 pero no decide decir nada. Al llegar Scooby y Shaggy no entran a la casa sino que van directo a la choza de Lila, siguen el olor que los guio a Lila y ven que ahora el olor los lleva a otro lugar, lo siguen y en el camino vuelvan a ver un movimiento raro en el agua pero deciden seguir el olor sin darle importancia a eso y llegan a otro lugar en el que esta Lila con el caldero grande haciendo el estofado, esta se sorprende de verlos tan pronto y pone el chilé en el estofado pero dice que aun falta una cosa más, les pide que a los 2 que vayan al gallinero de ella y pongan a las gallinas ahí, ellos aceptan para poder comer de una vez ese estofado, meten a las gallinas y al volver Lila les dice que le falta un último ingrediente y que lo de las gallinas fue una prueba como lo del dojo, Shaggy y Scooby se ponen tristes que todavía falte una cosa más, pero ella les dice que no se angustien que nunca estuvo tan cerca, ellos le pregunten de que nunca estuvo tan cerca y ella les responde de que nunca estuvo tan cerca de librarse de ese pantano. Les dice que lo último que necesita se encuentra en el Pico Aullador y que necesita que ellos vayan a buscar ese ingrediente, le da a ambos una lupa y les desea suerte.
Mientras los 2 vuelvan a la casa de Misterios s.a. están pensando de que forma hacer que todo el grupo vaya a Pico aullador, saben que la primera vez, cuando tuvieron que ir al Muncho tuvieron mucho suerte pero esta vez ya no iba a pasar lo mismo. Al llegar, entran a la casa y ven que Daphne esta leyendo una carta, cuando termina de leerla le cuenta a los demás que su prima Ana le envió una carta que decía que la vayan a visitarla a donde vive, a Pico Aullador, Shaggy y Scooby se sorprenden de la gran suerte que tienen.       Los 5 salen de la casa para ir a la máquina del misterio y dirigirse a Pico Aullador a visitar a Ana que no la habían desde que la fueron a ver a una obra de teatro donde tenían un problema con un fantasma que no dejaba hacer la obra (todo esto pasa en el juego anterior a este, el Scooby-Doo! First Frights).

### Pico aullador
Están todos los chicos de Misterios s.a. en la máquina del misterios a punto de llegar a Pico Aullador, cuando sienten un ruido extraño, Shaggy y Scooby se asustan, enseguida aparece un monstruo gigante de nieve agarra la camioneta de estos y la tira con fuerza. La camioneta cae en la nieve, justo cerca de donde estaba Ana caminando, ella al ver esto sale corriendo a ayudarlos. Cuando todos se bajan les pregunta que paso y cuentan al monstruo que vieron, ella les cuenta que ese monstruo se llama el Yeti y que esta molestando a la ciudad provocando que no vengan más turistas ahí. Después les dice que vayan a la tienda de ropa que tienen enfrente que en ese lugar trabaja un amigo de ella, porque la ropa que tienen no es la mejor para el clima nevado de Pico Aullador. Ellos van y ven a un hombre que los saluda y les muestra que tiene ropa para ellos, les da a cada uno ropa abrigada y les dice que Ana los esta esperando donde trabaja, El Chalet, un hotel que se encuentra en la calle en la que están para abajo. Los chicos van y Ana les pregunta si Mosse les dijo algo sobre el llavero que le regaló a él, después les habla de que el gerente de El chalet esta desaparecido y que si pueden seguir el rastro de pañuelos que dejó, con la lupa Shaggy y Scooby empiezan a seguir el rastro que pasa por todo el hotel hasta salir afuera por la a puerta de atrás, en donde ven unas cabaña del Chalet y una de ellas que tiene en la entrada unas huellas de pie en la nieve, como esta cerrada la puerta de esta cabaña siguen el rastro de pañuelos por la nieve y llegan a un lugar que se ve una puerta trampa que esta cerrada, al tocar escuchan que alguien les responde. El gerente les habla desde atrás de la puerta y les dice que está muy enfermo y que no tiene fuerzas y que tiene miedo de salir por el Yeti, Sergio les propone que si le traen pañuelos que ya se le acabaron, el les da la llave a la cabaña que vieron que tenía huellas para que investiguen, Misterios s.a. acepta y van a buscar los pañuelos al edificio principal de El Chalet, los encuentran se los dan y Sergio les dice que como se quedó sin pañuelos se estuvo sonando la nariz con las medias y para ir a buscar las llaves tienen que pisar el piso frío, entonces les pide un par de medias de la lavandería, los 2 van y se las traen, Sergio se levanta y va a buscar la llave pero dice que no tiene fuerzas para tirarlas por la puerta, y les pide por último una sopa de calabaza y brocoli de la cocina, Shaggy y Scooby van a buscar la sopa con ganas de también tomar ellos una, y se la llevan a Sergio este les agradece mucho y les tira la llave por la puerta. Estos van a investigar a la cabaña, y ven unas fotos del Yeti y evidencia así que le sacan foto a esto y salen, pero al salir escuchan que ana les habla por la radio y les dice que entren a El Chalet rápido que se viene una tormenta de nieve, ellos van corriendo rápido al edificio y entran.
Ya estando todos adentro, Shaggy y Scooby sienten un olor a estofado de Lila así que salen del Chalet por la puerta principal para seguir el olor, los demás les dicen que no salgan que es peligroso y justo al salir por la puerta estos 2 provocan que caiga nieve que estaba arriba de la puerta y estando afuera encierran sin querer y sin darse cuenta a los otros en el Chalet. Siguen el olor y pasando por toda la ciudad y llegan a un ascensor que va a hacia la parte de abajo de la montaña caminan un poco más y llegan a donde esta un hombre cocinando, los 2 lo saluden y este le dice que se llama Buclei, y que es un explorador, también les pide un favor, que le saque fotos a unos lobos que se encuentran más allá de la montaña, ellos aceptan pero con mucho miedo por los lobos. Van a donde les dijo Buclei y les sacan fotos a unos lobos con mucho cuidado de que no los vean, pero igual los ven. Ellos salen corriendo y de camino a donde esta Buclei les llega un llamado de Velma por el radio del Chalet, esta les dice que intento llamar desde hace bastante pero no andaba bien la señal por la tormenta de nieve, les dice están encerrados y que necesitan que quiten la nieve de la puerta. Shaggy y Scooby le dicen que encontraran ayuda, y deciden que le darán las fotos a Buclei solo si los ayuda a rescatar a sus amigos. Llegan a este y al darles las fotos, les dice que escucho la conversación que tuvieron con Velma y los ayudara, les dice que vayan yendo a El Chalet. Los 2 van y al llegar ven que Buclei ya llegó y saco la nieve con la máquina quitanieves, el les dice que vayan a hablar con Ana que los esta esperando. Van a hablar con Ana y les agradece de haberlos rescatado y les cuenta que le desaparecieron unas llaves de acceso al Chalet, justo mientras hablaban de la radio de Ana sale el pedido de auxilio de alguien, pero enseguida se pierde la señal, esta les dice que vayan a la cabaña que esta más allá de donde esta Sergio y que ahí esta la sala de la radio donde esta la antena para encontrar la señal de radio, la pandilla va y ven que la puerta esta cerrada así que van a hablar con Sergio y les dice que el tiene la llave pero se las dará si le traen una sopa de alubias y brocoli, ellos van a la cocina hacen la sopa y se la dan a Sergio el les tira la llave y van a la sala de radio.
Misterios s.a. entran a la sala y logran encontrar la señal, escuchan que el que pide ayude dice que quedó encerrado por el Yeti y que vayan a rescatarlo. Al volver con Ana ella les dice que pudo escuchar lo que les dijo y que esa persona es Planks y trabaja en el campamento maderero, pero todo el mundo le dice planks "el gruñón" y les dice que ya averiguaran porque le dicen así. Salen del Chalet y van a donde esta el quitanieves, mientras llegan Ana llama por la radio y les dice que se olvido de decirles que como hace mucho que nadie va al campamento la entrada a la calle para ir ahí esta tapada de nieve y necesitaran usar el quitanieves, pero antes tienen que encontrar combustible porque este de seguro no tiene. Cuando llegan al quitanieves, buscan el combustible y lo encuentran en una casa cercana le ponen combustible a la máquina y sacan la nieve del camino, una vez liberado el camino se bajan de este y siguen caminando hasta llegar al campamento donde buscan a Planks y lo escuchan cerca de su casa en un baño químico, se acercan y el les dice que el Yeti lo encerró y que no tiene la llave, les dice que entren a su casa que esta al lado y que agarren las llaves de la grúa para poder sacar el baño químico. Entran a la casa de este y agarran la llave y con esta prenden la grúa, Velma maneja la grúa y logra agarrar con la garra de la grúa el baño y levantarlo para que Planks pueda liberarse. Después de ayudarlo este les dice que tardaron mucho en recatarlo y que no se queden muy quietos y vayan a buscar al Yeti que debe estar cerca y que sigan las grandes huellas que dejó el pie del Yeti en la nieve también los acusa a ellos de haberle robado su equipo de tala. Misterios s.a. siguen las huellas del Yeti por todo Pico Aullador y al llegar a donde esta la base de Buclei en la parte baja de la montaña, las huellas se pierden al costado de su base donde ellos no pueden subir porque está muy alto. Los chicos les preguntan si vio al Yeti y el les cuenta que si y que era enorme, les dice que si quieren ir por donde fue tienen que ir por donde están los lobos y por ahí cerca hay una entrada secreta a un lugar que al dar todo una vuelta por ahí llegaran a donde no pueden subir. Estos van y con la lupa logran ver una puerta secreta entre la nieve, al entrar salen más abajo de la montaña y a partir de ahí Shaggy y Scooby se separan porque, solo ellos pueden seguir adelante debido a que son los únicos que pueden subir a un lugar donde hay unas troncos de madera muy grandes formando un círculo enterrados en la nieve, uno estaba menos enterrado que los demás, entonces se suben a uno de los troncos y este se baja pero otro se sube y se suben al que se levantó y se levanta otro y lo hacen esta que quedan todos abajo y del medio de los troncos se forma una escalera, bajan por esta y salen a una cueva que tiene un caldero, enseguida Shaggy y Scooby piensan que perteneció a Lila, aquí encuentran unos pedazos de papel que al juntarlos forman una receta que muestra un chilé azul, Lila les habla por el intercomunicador y les dice que aquí también estuvo viviendo y que no puede ser que se allá olvidado de este ingrediente que es su favorito los chilés helados que solo se encuentran en la parte más alta de la montaña de Pico Aullador. 
Salen por otro lado de la cueva helada y al salir cerca encuentran un poco del pelaje de El Yeti, y al verlo se dan cuenta de que no es pelaje real, y justo después el piso de hielo en el que están parados se cae y son atacados por los wendigos, después de acabarlos se rompe otra vez el piso en el que están y devuelta salen más wendigos y después de acabar con estos salen al lado de la base de Buclei donde casualmente no esta. Enseguida llama Ana muy preocupada y les dice que acaba de pasar el Yeti muy cerca y se dirige a la parte más alta de la montaña y para subir a esa montaña tienen que usar el telesilla, la pandilla va corriendo y ven que Ana esta al lado de la tienda de Mosse en la entrada al telesilla, esta les dice que se olvido de decirles que el telesilla esta roto y que no soporta mucho peso, así que deciden que entren en el solo Shaggy y Scooby para ir a la cima de la montaña, Ana también les dice a estos 2 que una vez que llegan al final del telesilla tendrán que escalar un poco la montaña, ellos entran a este y empiezan a subir al llegar, Shaggy pregunta a Ana si es necesario subir tanto porque Scooby le tiene miedo a las alturas, ella les dice que lamentablemente si es necesario pero también les cuenta que en la cima de la montaña hay uno chilés helados que son muy ricos. Shaggy y Scooby contentos de lo que les dijo empiezan a escalar la montaña al llegar arriba del todo ven los chilés helados y unas latas de alubias, Shaggy va a agarrar una lata pero ve que está muy pesada porque no la puede agarrar al ver la lata ve que esta el Yeti agarrándola, los 2 salen corriendo y el Yeti los empieza a seguir montaña para abajo, corren y corren hasta que el Yeti cansando se convierte en una bola y empieza a ir más rápido, los esta a punto de atrapar pero justo ven que el telesilla se está volviendo así que saltan para agárralo en el aire y se aferran a él, cuando están por llegar a donde se subieron hace rato se caen y ven que se encuentran en la parte trasera de alguna casa intentan encontrar una llave para poder salir de ahí y al encontrarla abren la puerta salen a un depósito, ellos se dan cuenta de que están en la parte trasera de la tienda de Mosse, encuentran unos papeles escondidos por el depósito y ven que esos papeles son llaves de acceso a todo el Chalet, Shaggy y Scooby salen del depósito a la parte de la tienda donde no ven a Mosse y van rápido a El Chalet para contarle lo que encontraron a Ana. Al contárselo ella se sorprende de lo que le cuentan entonces les dice que busquen pruebas, les dice que últimamente están desapareciendo cosas de las habitaciones del hotel, les pide si pueden ver las cosas que faltan y sacarles fotos. Misterios s.a. van a cada habitación y sacan foto a lo que falta, al volver le muestran las fotos a Ana y ella ve que en una foto se ve el llavero que ella le regaló a Mosse, ella no puede creer que Mosse sea el que les esta y les dice que vayan a hablar con el para ver que tiene para decirles, les cuenta que Mosse vive por el campamento maderero, al costado. 
Misterios s.a. usan el quitanieves de nuevo para sacar la nieve que tapa la puerta al campamento y al llegar van al costado y ven que esta tapado con troncos de madera que no les dejan pasar, así que deciden pedirle prestada la grúa a Planks para mover los troncos, le tocan la puerta a su casa para preguntarle pero el les dice que no les piensa ayudar y que lo dejen cocinar tranquilo. Entonces los chicos ven que por el piso hay materiales que les pueden ser útiles, los juntan todos y crean una catapulta y empiezan a lanzar bolas de nieve a las ventanas para que el humo que sale se quede adentro de la casa de Planks y este tenga que salir, le van tirando de a poco a las ventanas hasta que este sale torciendo de la casa, entran a esta y toman la llave, encienden la grúa y mueven los troncos para un cotado, al correrlos ven que hay una entrada a un lugar pero un alce no les deja pasar, luchan contra este y al ganarle se dan cuenta de que el alce no parecía real y como que este quería proteger la puerta, buscan como abrir la puerta ven que hay unos hielos que brillan y con la lupa los ven y se dan cuenta de que con la luz hacen un patrón y que se encienden uno y después otro y etc. Entonces deciden golpear los hielos en ese orden y la puerta se abre, al abrirse salen a unas cuevas de hielo en las que ven a Buclei atado de pies, colgado en el techo de la cueva lo ayudan y después se van por un pasillo todo de hielo en el que entran y al rato de caminar de una pared sale un brazo del Yeti intentado golpearlos, empiezan a correr y unas 2 veces más este los intente golpear, llegan a un lugar seguro que es una cueva aquí encuentran unos papeles que todos juntos forman un mapa que muestra la cima de la montaña, cuando se dan cuenta de esto aparece otro alce lo derrotan de nuevo y pueden salir de la cueva, salen al aire libre en donde ven la casa de Mosse, los chicos tocan la puerta de la casa y les hablan pero no es Mosse sino sus amigos, ellos les dicen que Mosse no esta y no pueden pasar. La pandilla decide ocultarse detrás de un tronco y esperar a que venga Mosse, al rato llega Mosse haciendo snowboard antes de entrar a su casa mira que no haya nadie alrededor y no ve a los chicos de Misterios s.a. Una vez que entra los chicos se acercan a una de las ventanas de la casa y se ponen a grabar lo que hablan, escuchan que hablan sobre ir a la cima a terminar los preparativos. Después de escuchar esto se van de la casa por una salida que esta al otro lado de la casa Planks pero que solo se podía abrir de ese lado, para ir a la cima de Pico Aullador haber que esta tramando Mosse y sus amigos.
Mientras vuelven a la telesilla reciben una llamada de Ana que les dicen que las cosas están mejorando, la tormenta de nieve paro y además vino el técnico y reparo el telesilla y ahora pueden subir bien los 5. Al llegar entran a este y empiezan a subir, llegan al final y empiezan a escalar la montaña, al llegar arriba del todo ven a un alce esperando para atacarlos. Al derrotarlo de la parte de adelante de donde están sale el Yeti, este enseguida golpea las paredes haciendo que salga hielo puntiagudo, al esquivarle unas veces su hielo este se enoja y lanza un grito para arriba provocando que le caiga una piedra en la cabeza y se desmaye por unos segundos que Misterios s.a. aprovecha para atacarlo, cuando recupera la consciencia vuelve a hacer lo del hielo y al esquivarselo unas cuantas veces más devuelta devuelta se enoja provoca que caiga una piedra más sobre el y vuelve a quedar inconsciente y al recuperarse pasa lo mismo una tercera vez hasta que al levantarse devuelta, no les intenta pinchar con el hielo, sino que empieza a rugir para intentar tirarlos de la montaña, ellos aprovechan en los momentos que toma aire para rugir y le tiran latas de alubias a la boca lo hacen 3 veces hasta que el Yeti se cae derrotado. Al des-enmascararlo ven a 3 hombres saliendo rápido en la estructura robótica que era el Yeti, Fred enseguida a esto dice que falta el cabecilla del grupo y tira de la piel del alce que esta al costado y ven a Mosse con un traje de alze. Después todos empiezan a explicar el plan de los chicos, dicen que Mosse y sus amigos antes hacían snowboard tranquilos en la montaña pero empezaron a llegar turistas y no tenían más lugar en la montaña, entonces crearon al Yeti para espantar a todos los turistas lo crearon usando pieles y cosas que sacaron del Chalet también usaron el equipo de tala de Planks para hacerlo y también para hacer los wendigos y otros enemigos de Pico Aullador, con las llaves de acceso que robo Mosse pudieron hacer que ningún turista subiera a las montañas y también las usaron para robar las cosas del Chalet, con máquinas de nieve crearon tormentas falsas para llenar de nieve Pico Aullador. Al rato Shaggy y Scooby agarran un chilé helado y le hablan a Lila por el intercomunicador y le dicen que ya tienen el chilé, pero Velma los escucha y les dice que le podrán explicar todo de camino a casa.

### El Final
Están llegando a la casa del pantano y Shaggy y Scooby ya le contaron todo lo de Lila, y ahora ellos le están pidiendo que no vengan con ellos porque le prometieron a Lila que no le iban a contar nada a ellos, pero Fred le dice que irán igual, que solo quieren conocerla. Llegan a la casa y se bajan y ahí Velma les dice a Shaggy y Scooby que vayan yendo a donde esta Lila que antes ellos quieren hacer algo en la casa. Ellos salen con el chilé helado, siguiendo el olor y al llegar a donde el olor cambio desde la primera vez que vieron a Lila, hasta que fueron al Muncho, ven que otra vez el olor va por otro camino pero esta vez para ir a ese camino necesitan nadar por el agua pantanosa, pero el mismo movimiento extraño que vieron en la agua ya 2 veces aparece devuelta y tira un tronco de árbol que les sirve como puente para poder seguir siguiendo el olor, ellos lo siguen y esta vez tienen que hacer un camino un poco más largo que el de las 2 veces anteriores, vuelven a sentir el movimiento extraño en el agua mientras van a la base de Lila. Al rato los llaman Daphne, Fred y Velma para preguntarles porque demoran tanto, que ellos encontraron un atajo y están al lado de donde esta la nueva base de Lila, Shaggy les responde que están en camino y que tengan cuidado porque algo raro vive en ese pantano, refiriéndose al movimiento extraño del agua, los otros 3 les preguntan si dicen que ese algo que vive es aparte de Lila a lo que Shaggy les dice que si, que es algo que parece que los quiere comer. Los 2 se apuran para llegar rápido y poder tomar el estofado y enseguida se encuentran con los otros y van todos juntos a donde esta Lila.
Llegan y esta vez se encuentra en un lugar más grande esta en una isla circular que en el medio tiene agua y en la parte de adelante de la isla esta el caldero grande que esta arriba en una estructura de madera. Lila pone muy contenta de verlos y saluda a todos, mientras Shaggy y Scooby van rápido a donde esta el caldero con el estofado, y están a punto de poner el chilé helado a este y Velma les grita que no lo hagan pero ya es tarde, Shaggy ya metió el chilé y al instante que lo hizo del agua del centro de la isla sale un caimán gigante que salto hacia Scooby y Shaggy para atacarlos, ellos corren y le empiezan a tirar sandías con unas catapultas que hay y después de darle unas veces el caimán se hundió en el agua solo quedándole solo los ojos fuera de esta para mirarlos y después de localizarlos pegarles con su cola puntiaguda pero los 2 usan esto a su favor y hacen que el caimán les intente pegar estando ellos delante de unas plantas con espinas y enseguida el cocodrilo les lanza su cola se corren para que esta dé en las espinas, al hacerlo unas cuantas veces el caimán gigante se enoja y los intenta morder a ambos, entonces Lila que esta enfrente al caldero muy arriba de todo les dice que confíen en ella, y que les va a tirar ingredientes y que los tienen que llevar al caldero porque esa es la única forma que se calme el caimán. Ellos van a buscar el ingrediente y intentan llegar al caldero sin que este los puede agarrar, después Lila les tira otro ingrediente y estos lo llevan el caldero y por última vez Lila les tire el último ingrediente, los 2 lo agarran y lo llevan y en el momento exacto en que ponen el último ingrediente en el caldero, el caimán deja de seguirlos y va directo al caldero lo agarra con su gran boca y se lo come todo.
El cocodrilo se calma y va al agua tranquilo, la pandilla encuentran por todo el piso de pasto de la isla información sobre ellos, como su número de teléfono, fotos de ellos, una cartas dirigidas a ellos, al instante Lila aparece entre ellos y les dice que no piensen mal de ella les dice que seguro deben de pensar que es una bruja loca pero que no lo es y les empieza a contar todo. Les dice que uso a Shaggy y Scooby para que le trajeran ingredientes porque necesitaba ayuda porque quería irse del pantano y no quería dejar a su mascota el su caimán llamado Suji, la única forma de traerlo era preparando el estafado que le gusta, para que el caimán venga y le haga caso. También cuenta que no fue casualidad que justo los hallan invitado a los lugares que justo necesitaba que vayan Shaggy y Scooby, ella averiguo los datos de todos. Ella sabía que conocían a Constigton y averiguó que él vivía ahora en el Muncho, así que llamó a Misterios s.a. y se hizo pasar por él para que fueran allí, también se enteró de que Daphne tenía una prima y que esta vivía en Pico Aullador así que hizo una carta haciendo que era de Ana para invitarlos a este lugar. Lila les pide perdón por la actitud de Suji, les dice que ella es muy protectora, también les dice que ella solo quería ser libre del pantano y no quería que estén en peligro, ellos aceptan la disculpa y Shaggy le preguntan porque no les pidió ayuda en vez de usarlos, ella responde que pensaba que no le creerían y pensarían que estaba loca. Shaggy y Scooby se ponen un poco tristes porque no obtuvieron el estofado pero Lila les dice que nadie dijo que no lo obtendrían y lanza una Scooby-galleta al caldero y empieza a salir todo tipo de comidas de este, al final los 2 hacen una guerra de quien hace el sándwich más grande y lleno de comida y así termina esta historia.

## Recepción
El juego fue recibido con críticas positivas o mixtas. GameRankings y Metacritic le dieron un puntaje de 68.88% y 76 de 100 para la versión de Wii, y 65% y 52 de 100 para la versión de DS.